# 日本橋野村ビルディング

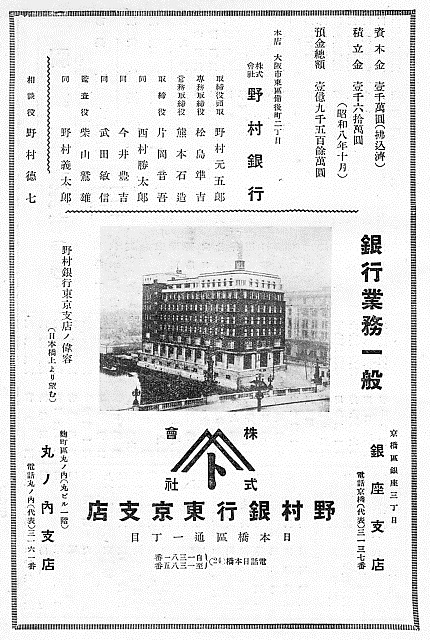

日本橋野村ビルディング（にほんばしのむらビルディング）は、東京都中央区日本橋一丁目に所在する建築物である。
旧野村財閥（野村コンツエルン）が大阪から東京に進出する拠点として計画され、ビルの所有者は、旧財閥の不動産等資産を管理にあたる野村殖産であり、野村ホールディングスや野村證券の所有するビルではない。

## 概要
旧野村財閥の中核として大阪に本店を置いた野村銀行（現在のりそな銀行の前身）の東京進出における拠点として計画され、1930年3月15日に竣工した。
終戦後の1946年11月3日、建物は占領軍に接収され、アメリカ軍やその家族の宿泊ホテル「リバービューホテル」として1952年10月20日の接収解除まで供され、1959年に本館、1981年には別館が増築され、野村證券が本社を置いた。
2012年には、DOCOMOMO JAPAN選定 日本におけるモダン・ムーブメントの建築に選ばれた。

### 再開発のため改修
日本橋野村ビルディングは、日本橋川沿いに建つ軍艦ビルとして知られ、旧館・本館・別館から構成されていたが、一角は三井不動産と野村不動産が組合員として参加する「日本橋一丁目中地区再開発事業」の推進に伴い、本館・別館は解体された。他方、安井武雄が設計した旧館は外観が保存され、4階建ての複合施設（店舗・業務施設）に改装される。再開発ではほかに、52階建て・高さ284mの高層棟（ホテル・オフィス等）、7階建ての住宅、商業施設も建てられ、全体竣工は2026年3月末を予定。

## 旧館
竣工当初の規模構造はそれぞれ、鉄骨鉄筋コンクリート構造の地上7階、地下2階建てで、敷地面積は334.880坪、建築面積は302.008坪、延床面積は2,384.551坪。設計は安井武雄。施工は大林組。
野村コンツエルンの東京進出の拠点として建てらるものであり、また日本橋のたもとという最も目立つ場所であることから、東京に数あるビルの亜流であってならないという意気込みのもと、独自のオフィスビルの定型を創出しようとする意欲が見られる建物となった。足元と頭を軽く中間を重くし、動的均整（ダイナミック・シンメトリー）と言われる設計手法が外観デザインの基本に据えられている。
2018年（平成30年）5月1日に中央区指定有形文化財になっている。